# Abarlāq-e Soflá
Abarlāq-e Soflá (persiska: اَبَرلاقِ سُفلَى, اَوَلَ پاين, اَوَلِۀ پائين, اَبَرلاقِ پائين, ابرلاق سفلی) är en ort i Iran.   Den ligger i provinsen Hamadan, i den nordvästra delen av landet, 300 km väster om huvudstaden Teheran. Abarlāq-e Soflá ligger 1 807 meter över havet och antalet invånare är 136.
Terrängen runt Abarlāq-e Soflá är huvudsakligen kuperad, men söderut är den bergig. Runt Abarlāq-e Soflá är det ganska tätbefolkat, med 86 invånare per kvadratkilometer. Närmaste större samhälle är Asadābād, 15,9 km nordväst om Abarlāq-e Soflá. Trakten runt Abarlāq-e Soflá består i huvudsak av gräsmarker.